# Пол Бер
Пол Бер (фр. Paul Bert; Осер, 17. октобар 1833 — Ханој, 11. новембар 1886) је био француски зоолог, физиолог и политичар који се бавио истраживањем токсичног дејства кисеоника на живе организме. Радио је на Сорбони и у Политехничкој школи. На његов рад велики утицај имали су Луј Пјер Гратиоле и Клод Бернар.

## Биографија
Рођен је у Осеру (Јон). Школовање почиње у Политехничкој школи у Паризу са намером да постане инжењер, затим мења своје интересовање, и студира права, и на крају, под утицајем је зоолога, Луја Пјера Гратиолеа (1815-1865), завршава физиологију и постаје један од најбољих ученика Клода Бернара. Након преласка у Париз као доктор медицине 1863, и доктора наука 1866, бива постављен за професора психологије прво у Бордоу (1866), а затим на Сорбони (1869).
Након револуције 1870. учествује у политици и подржава Леона Гамбеа. Године 1874. изабран је у скупштину. Био је један од најжешћих непријатеља клерикализама и заговорник ослобађања грађана од превеликог утицаја верских секти.
Од 14. новембра 1881. до 30. јануара 1882. био је министар образовања. Почетком 1886. је именован за генералног конзула Анама и Тонсена, а умро је од дизентерије у Ханоју 11. новембра исте године.

## Дела
Није се могло са сигурношћу рећи да ли је он човек од науке, политичар или администратор. Његово класично дело, La Pression barometrique (1878), у коме је објавио своја истраживања донела су му награду у износу 20.000 франака од стране академије наука 1875. године, у коме је представио свеобухватно истраживање о физиолошким утицајима ваздушног притиска, изнад и испод нивоа мора. У науци се примењује синоним Пол Беров ефекат када се описује токсичност кисеоника у току хипербаричне оксигенације.
Његова рана истраживања омогућила су му материјал за његове две докторске дисертације, у којима је обрадио пресађивање животињских ткива и физиолошки утицаја разних отрова и анестетика на дисање и асфиксију, а испитивао је и узроке промене боје код камелеона.
Показао је, такође, интересовање за физиологију биљака, а посебно је истраживао покрете биљака, утицај светла и различитих боја на живот вегетације. Након отприлике 1880. године, објавио је неколико научних текстова и књиге, научних препорука, као и разне публикације из разних области.